# Leistungsklasse (Tennis)
Leistungsklassen (Abkürzung: LK) werden im Tennis dazu verwendet, um Spieler nach ihrer Spielstärke einzustufen. Sie dienen bei Turnieren zur Findung passender Gegner. Die Mannschaftsaufstellungen im Wettspielbetrieb erfolgen ebenfalls anhand der Leistungsklassen.

## Geschichte
Anfänglich nutzten viele Landesverbände im deutschen Tennissport eigene LK-Systeme zur Einstufung ihrer Spieler. Im Rahmen des Aufbaus der Nationalen Tennisdatenbank (NTDB) des Deutschen Tennis Bundes (DTB) wurde eine Harmonisierung der Systeme vorangetrieben, um eine zentrale Speicherung und Auswertung der Daten vornehmen zu können.
Zum 1. Oktober 2020 wurde das Leistungsklassensystem bundesweit reformiert. Seit diesem Zeitpunkt erfolgt die Neuberechnung wochenweise, mit einer Nachkommastelle und anhand neuer Kriterien. Dabei werden Doppelspiele stärker gewichtet und das Alter des Gegners/der Gegnerin fließt in die Berechnung ein. Zudem wurde die Skala bis zur LK 25,0 erweitert.

## Einteilung bis 30. September 2020
Die Leistungsklassen reichten von LK 1 (Ranglistenspieler) bis LK 23 (niedrigste Einstufung).
Durch Siege im Einzel bei Medenspielen und Turnieren (sog. LK-Turnieren) konnten Punkte gesammelt werden. Nur gewonnene Spiele wurden mit Punkten belohnt. Für jedes Spiel, das mit LK-Punkten gewertet wurde, erhielt man bei Sieg entsprechende Punkte:
- 150 Punkte bei Sieg gegen einen Spieler dessen LK um 2 oder mehr Stufen besser ist
- 100 Punkte bei Sieg gegen einen Spieler dessen LK genau 1 Stufe besser ist
- 50 Punkte bei Sieg gegen einen Spieler mit genau gleicher LK
- 30 Punkte bei Sieg gegen einen Spieler dessen LK genau 1 Stufe schlechter ist
- 15 Punkte bei Sieg gegen einen Spieler dessen LK genau 2 Stufen schlechter ist
- 10 Punkte bei Sieg gegen einen Spieler dessen LK genau 3 Stufen schlechter ist
- 5 Punkte bei Sieg gegen einen Spieler dessen LK um 4 oder mehr Stufen schlechter ist

Für bestimmte Turniere (z. B. Landesmeisterschaften) wurden bis zu 35 Bonuspunkte vergeben. Punktabzug, sogenannte Maluspunkte, gab es bei Nichterscheinen ohne ärztliches Attest.
Jeweils zum 30. September jeden Jahres wurde jeder Spieler, anhand der aus dem vergangenen Jahr gesammelten Punkte, in eine Leistungsklasse für das kommende Jahr eingeteilt.

## Aktuelle Einteilung
Die Leistungsklassen reichen von LK 1,0 (Ranglistenspieler) bis LK 25,0 (niedrigste Einstufung).
Die Berechnung der eigenen LK erfolgt seit Herbst 2020 nicht mehr nur einmalig zum Saisonende, sondern dynamisch wochenweise anhand einer Formel, in die Kriterien wie eigene LK, eigenes Alter und LK sowie Alter des/der Gegner einfließen. Rechenbeispiele finden sich beispielsweise in einem Artikel des tennis Magazin.

## Die Leistungsklasse 1
Die Leistungsklasse 1 kann nicht durch Wertungspunkte erreicht werden. Nur Spieler, die in der Jahresrangliste des DTB vom 30. September jedes Jahres genannt werden, werden der LK1 zugeordnet. Bei Verlust des Ranglistenplatzes wird die gerechnete Leistungsklasse zugewiesen (maximal LK 2).